# プブリウス・ペトロニウス・トゥルピリアヌス
プブリウス・ペトロニウス・トゥルピリアヌス（古典ラテン語：Publius Petronius Turpilianus、？ - 68年）は、ローマ帝国ユリウス＝クラウディウス朝期に活躍した政治家、軍人である。

## 略歴
プブリウス・ペトロニウス・トゥルピリアヌスは61年に執政官へ選出されたが、任期の半ばで職を辞し、その年の内にボウディッカによる反乱を鎮圧したガイウス・スエトニウス・パウリヌスに代わってブリタンニア属州総督となり、同地の軍を引き継いだ。63年にマルクス・トレベッリウス・マクシムス（en）が総督となるまで2年間の任期中にブリタンニアの部族からの攻撃も無く、ローマ側から攻撃をすることもせずに、ブリタンニアを治めた。
65年に発覚したガイウス・カルプルニウス・ピソを皇帝に擁立する陰謀計画を潰したことによる論功で、皇帝ネロからガイウス・オフォニウス・ティゲッリヌス（プラエフェクトゥス・プラエトリオ）やマルクス・コッケイウス・ネルウァ（後のローマ皇帝）と共に凱旋の名誉を与えられた。
68年6月にネロが自殺して、ヒスパニア・タラコネンシス総督であったガルバが皇帝に即位すると、ネロによる命令としてペトロニウスは自殺させられた。